# Khea
Ivo Alfredo Thomas Serue, mieux connu sous son nom de scène Khea, né le 13 avril 2000 à Virreyes, Argentine, est un chanteur et compositeur argentin. 

## Biographie
Après avoir participé à quelques batailles de rap sur les places de Buenos Aires, il rejoint Mueva Records, qui sera séparé par des différends avec le producteur Omar Varela de la discographie déjà mentionnée, avant de se faire connaître avec le clip Loca. La collaboration avec Cazzu et Duki a été reproduite environ 450 millions de fois. Il s’agit de la vidéo la plus regardée dans le monde de la production argentine. Après son succès, Bad Bunny a participé à Loca Remix avec 400 millions de vues sur YouTube. 
En mai 2019, il atteignait le chiffre de 14 millions d'auditeurs mensuels sur Spotify, se situant se trouvant ainsi dans les 180 artistes les plus écoutés au monde,,,,,.

## Discographie
Singles
- B.U.H.O (2017)
- Millonario (2017)
- A lo Haloween (2017)
- She Don´t Give a Fo (2017)
- Loca (2017)
- Muevelo Mami (2017)
- Vete (2017)
- Pa' Saber Amar (2017)
- Loca (Remix) (2018)
- Como le digo (2018)
- Mi Cubana (Remix) (2018)
- Ave María (2018)
- Calentita (2018)
- M.I.A (2018)
- S.A.D (2018)
- Lumbre (2018)
- RedTube (Remix) (2018)
- Otra botella (2018)
- Otra botella (Remix) (2018)
- Me usaste (2018)
- Realidad (2018)
- Pa tu casa (2018)
- Empresario (2018)
- Cupido (Remix) (2018)
- Se motiva (2018)
- Screenshot (2018)
- Loco (2019)
- No lo entiendo (2019)
- Makina de armado (2019)
- Pa mí (2019)
- Buenos Aires (2019)
- Tumbando El Club (Remix) (2019)
- Sola (2019)
- Hitboy (2019)
- Hello Cotto (Remix) (2019)
- Ayer Me Llamó Mi Ex Remix, (avec. Natti Natasha, Prince Royce, Lenny Santos) (2020)
- Ademas de mi Remix (avec Duki, Rusherking ,Maria beccera, Tiago PZK, Lit Killah) (2021)
- Ella dice (avec Martina Stoessel ) (2020)
- 'Wacha (avec Duki) (2021)